# Arcuphantes
Genre
Synonymes
- Otunus Chikuni, 1955

Arcuphantes est un genre d'araignées aranéomorphes de la famille des Linyphiidae.

## Distribution
Les espèces de ce genre se rencontrent en Asie de l'Est, en Amérique du Nord et en Russie.

## Liste des espèces
Selon World Spider Catalog (version 25.5, 09/09/2024) :
- Arcuphantes arcuatulus (Roewer, 1942)
- Arcuphantes ashifuensis (Oi, 1960)
- Arcuphantes awanus Ono & Saito, 2001
- Arcuphantes catillus Im & Kim, 2021
- Arcuphantes cavaticus Chamberlin & Ivie, 1943
- Arcuphantes chiakensis Seo, 2018
- Arcuphantes chikunii Oi, 1979
- Arcuphantes chilboensis Seo, 2018
- Arcuphantes chinensis Tanasevitch, 2006
- Arcuphantes concheus Ono & Saito, 2001
- Arcuphantes cruciatus Jin, Ma & Tu, 2018
- Arcuphantes curvomarginatus Ma, Marusik & Tu, 2016
- Arcuphantes decoratus Chamberlin & Ivie, 1943
- Arcuphantes delicatus (Chikuni, 1955)
- Arcuphantes dentatus Ma, Marusik & Tu, 2016
- Arcuphantes denticulatus Jin, Ma & Tu, 2018
- Arcuphantes digitatus Saito, 1992
- Arcuphantes dubiosus Heimer, 1987
- Arcuphantes elephantis Ono & Saito, 2001
- Arcuphantes ephippiatus Paik, 1985
- Arcuphantes fragilis Chamberlin & Ivie, 1943
- Arcuphantes fujiensis Yaginuma, 1972
- Arcuphantes hamadai Oi, 1979
- Arcuphantes hastatus Ono & Saito, 2001
- Arcuphantes hikosanensis Saito, 1992
- Arcuphantes hokkaidanus Saito, 1992
- Arcuphantes iriei Saito, 1992
- Arcuphantes juwangensis Seo, 2006
- Arcuphantes keumsanensis Paik & Seo, 1984
- Arcuphantes kobayashii Oi, 1979
- Arcuphantes longiconvolutus Seo, 2018
- Arcuphantes longipollex Seo, 2013
- Arcuphantes longissimus Saito, 1992
- Arcuphantes namhaensis Seo, 2006
- Arcuphantes namweonensis Seo, 2018
- Arcuphantes orbiculatus Saito, 1992
- Arcuphantes osugiensis (Oi, 1960)
- Arcuphantes paiki Saito, 1992
- Arcuphantes pennatoides Seo, 2018
- Arcuphantes pennatus Paik, 1983
- Arcuphantes pictilis Chamberlin & Ivie, 1943
- Arcuphantes potteri Chamberlin & Ivie, 1943
- Arcuphantes profundus Seo, 2013
- Arcuphantes pulchellus Paik, 1978
- Arcuphantes pyeongchangensis Seo, 2018
- Arcuphantes rarus Seo, 2013
- Arcuphantes rostratus Ono & Saito, 2001
- Arcuphantes saragaminensis Ono & Saito, 2001
- Arcuphantes scitulus Paik, 1974
- Arcuphantes semiorbiculatus Jin, Ma & Tu, 2018
- Arcuphantes shiozakii Ono, Ihara & Nakano, 2024
- Arcuphantes sylvaticus Chamberlin & Ivie, 1943
- Arcuphantes tamaensis (Oi, 1960)
- Arcuphantes trifidus Seo, 2013
- Arcuphantes troglodytarum (Oi, 1960)
- Arcuphantes tsushimanus Ono & Saito, 2001
- Arcuphantes uenoi Saito, 1992
- Arcuphantes uhmi Seo & Sohn, 1997
- Arcuphantes yakiyama Ihara & Nakano, 2024
- Arcuphantes yamakawai (Oi, 1960)

## Systématique et taxinomie
Ce genre a été décrit par Chamberlin et Ivie en 1943 dans les Linyphiidae.
Otunus a été placé en synonymie par Yaginuma en 1970.

## Publication originale
- Chamberlin & Ivie, 1943 : « New genera and species of North American linyphiid spiders. » Bulletin of the University of Utah, vol. 33, no 10, p. 1-39.